# Jakobus der Kleine
Jakobus der Kleine ist ein im Neuen Testament erwähnter Mann.
Die Evangelien benutzen seinen Namen nur, um seine Mutter Maria von Maria von Magdala zu unterscheiden (Mk 15,40 ; Mk 16,1 ; Mt 27,56 ; Mt 28,1 ; Lk 24,10 ). An diesen Stellen wird diese Maria auch als Mutter des Joses (oder Josef) bezeichnet, der demnach der Bruder des Jakobus wäre. Nur das Markusevangelium benutzt den Beinamen „der Kleine (Jüngere)“ (Mk 15,40 ), die parallelen Textstellen im Matthäus- und Lukasevangelium sprechen nur von „Jakobus“.
In der kirchlichen Tradition wurde Jakobus der Kleine oft mit dem Apostel Jakobus dem Jüngeren und mit Jakobus, dem Bruder des Herrn gleichgesetzt.